# 鄭時章
鄭時章（1540年—？），字文敘，號冲宇，福建漳州府龍溪縣人，軍籍，明朝政治人物。

## 生平
隆庆元年（1567年）丁卯科福建鄉試第五十八名舉人。隆慶五年（1571年）中式辛未科會試第二百六十七名，三甲第四十九名進士。都察院觀政，授義寧知縣，次年调任江西鄱阳县知县，萬曆四年（1576年）降为泗州判官，五年升河阴知县，六年升南京户部主事，九年升南京刑部郎中，十二年历官广西平乐府知府，十七年（1589年）复补平乐府，十月升广东按察司副使，二十年七月升江西右参政、分守湖西道，因考察调簡。二十五年七月起补云南副使、备兵曲靖，二十八年致仕。

## 家族
曾祖鄭凱中；祖父鄭顒進；父鄭重，貢士。母陳氏。永感下。兄时可。弟雲騰。